# Frank Hoffmann (Regisseur)

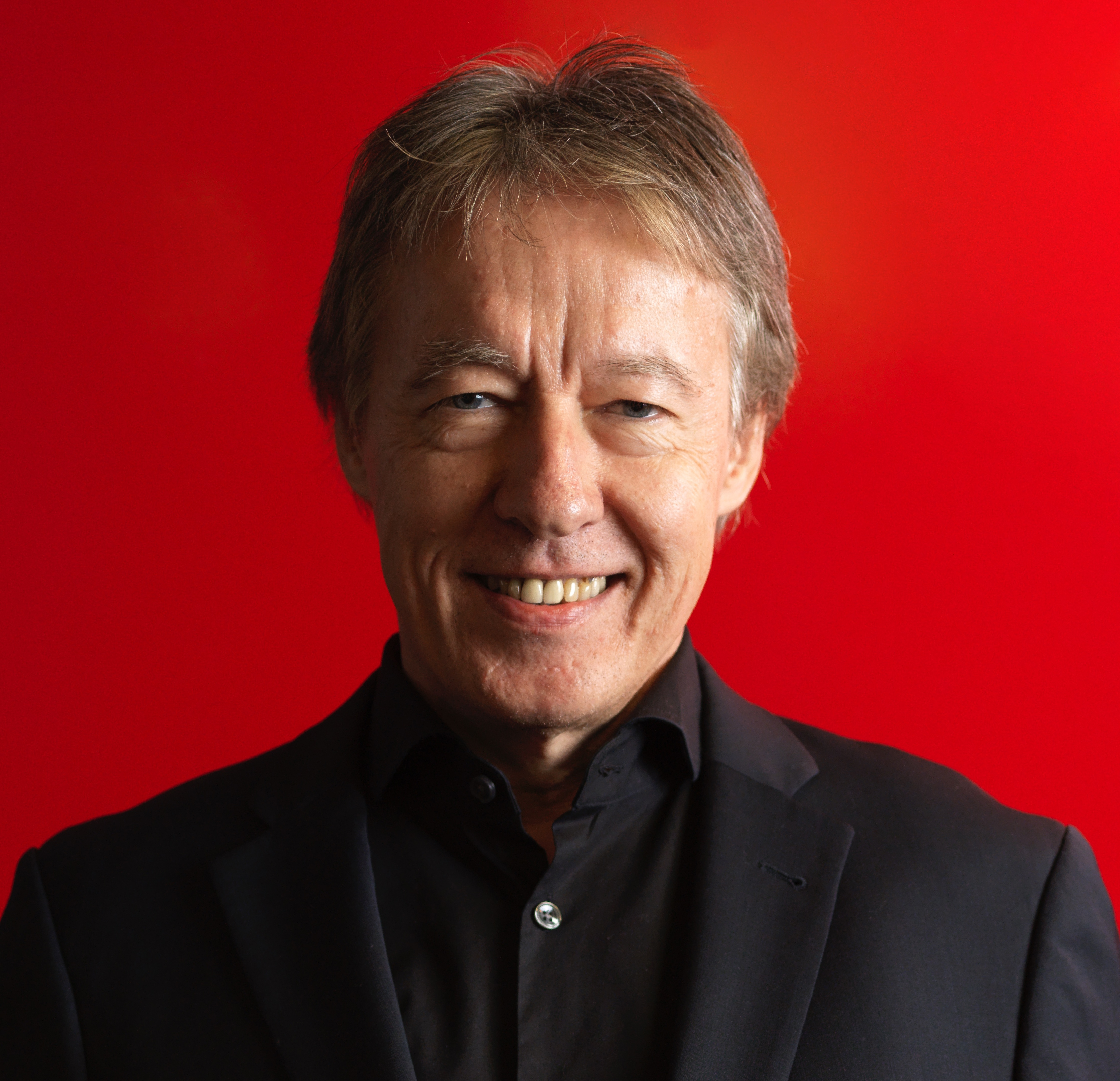
F. Hoffmann (2023)

Frank Hoffmann (* 23. Februar 1954 in Luxemburg) ist Regisseur und war bis zum 31. Juli 2018 Intendant der Ruhrfestspiele in Recklinghausen.
Er leitet, seit dessen Gründung im Jahr 1996, das Théâtre National du Luxembourg.

## Werdegang
Frank Hoffmann wurde in Luxemburg geboren. Er studierte von 1979 bis 1983 Romanistik, Germanistik und Philosophie in Luxemburg und Heidelberg, arbeitete anschließend als wissenschaftlicher Assistent an der Universität Heidelberg und machte seine ersten Schritte als Regieassistent von David Mouchtar-Samorai am Heidelberger Theater. 1979 gründete er die „Klammerspiele Heidelberg“, mit denen er seine ersten Inszenierungen im neu eröffneten Romanischen Keller in Heidelberg auf die Bühne brachte.
Nachdem er 1983 in Heidelberg über eine von Michel Foucault ausgehende Philosophie des Theaters promoviert worden war, folgte er dem Ruf an das Conservatoire de Luxembourg für eine Professur in Regie. Als freier Regisseur arbeitete er unter anderem in Berlin, Paris, Köln, Basel und Stockholm. 1994 fasste er mit Hoffmanns Erzählungen Fuß im Musiktheater. 1996 gründete Hoffmann mit Hilfe des Kulturministeriums des Großherzogtums Luxemburg das Théâtre National du Luxembourg, dessen Leitung er bis heute (2025) innehat. Im September 2004 übernahm er die Position als Intendant und Geschäftsführer der Ruhrfestspiele Recklinghausen von Frank Castorf, die er bis 2018 leitete und zu einem der größten und bedeutendsten europäischen Theaterfestivals ausbaute. Außerdem gründete er 1998 mit Texte den ersten europäischen Stückemarkt in Luxemburg.
Frank Hoffmann hat weit über hundert nationale und internationale Inszenierungen in mehr als zwanzig Städten herausgebracht, unter anderem in Deutschland, Frankreich, Luxemburg, Österreich und in der Schweiz, u. a. am Burgtheater Wien, am Deutschen Schauspielhaus in Hamburg, am Pariser Théâtre National de la Colline, am Basler Theater, am Kölner Schauspiel, am Schauspiel Bonn, am Schauspiel Frankfurt, an der Freien Volksbühne Berlin, am Bremer Theater und in Luxemburg am Kasematten- und am Kapuzinertheater.
Seine Inszenierungen gastierten an vielen europäischen Bühnen sowie in Asien und Nord- und Südamerika und wurden darüber hinaus eingeladen zu den Schillertagen nach Mannheim, den Mülheimer Theatertagen, zu der Bonner und der Wiesbadener Biennale, zum Heidelberger Stückemarkt, zum Ibsen-Festival nach Oslo und zum Strindberg-Festival nach Stockholm, zu den Festivals von Sibiu und Cluj (Rumänien), zum Kulturmonat nach Plovdiv (Bulgarien), zum Prager Theaterfestival deutscher Sprache, zum Festival des klassischen Theaters nach Almagro (Spanien) und nach Taipeh zum Taiwan International Festival of Arts.

## Auszeichnungen und Preise
- 1990 Nachwuchsregisseur des Jahres: Auszeichnung der Zeitschrift Theater heute
- 1991 Preis der besten Regie für den Spielfilm Schako Klak beim Festival in Teheran
- 1993 Beste Inszenierung in NRW für Geschichten aus dem Wiener Wald am Schauspielhaus Bonn
- 1995 Prix Lions
- 2008 Chevalier de l’Ordre de la Couronne de Chêne
- 2018 Ehrenbürgerschaft des Kreises Recklinghausen
- 2019 Verdienstorden des Landes Nordrhein-Westfalen
- 2020 Officier de l’Ordre du Mérite du Grand-Duché de Luxembourg
- 2024 Chevalier des Arts et des Lettres de la République française

## Veröffentlichungen
- Der Kitsch bei Max Frisch. Vorgeformte Realitätsvokabeln. Eine Kitschtopographie. Bad Honnef Keimer 1979. (Keimers Abhandlungen zur deutschen Sprache und Kultur. 2.)
- Jean Genets Theater im Licht der Philosophie Michel Foucaults. 1984.  (Dissertation 1983.)

## Filme
- 1987ː Die Reise das Land, Regie und Drehbuch zusammen mit Paul Kieffer,[2]
- 1990ː Schacko Klak, Regie und Drehbuch, zusammen mit Paul Kieffer[3]
- 2015ː Die Räuber, eine Inszenierung des Schiller-Theaters, Berlin; Regie zusammen mit Pol Cruchten[4]

## Inszenierungen
- 1979ː Jean Genet - Die Zofen, Heidelberg
- 1980ː Enquist - Die Nacht der Tribaden, Heidelberg
- 1981ː Brecht - Trommeln in der Nacht, Luxemburg
- 1982ː Hoffmann - Die Beteiligten oder ein sauberes Land, Heidelberg
- 1982ː Fassbinder - Bremer Freiheit, Luxemburg
- 1983ː Pasolini - Calderon, Luxemburg
- 1983ː Schiller - Demetrius, Luxemburg einɡeladen zu Mannheimer Schillertagen
- 1984ː Rewenig / Vitrac - Mattzen am Wanter brennt den Äisbierg, Esch
- 1984ː Strauß - Gross und Klein, Kaiserslautern
- 1984ː Schiller - Demetrius, Basel
- 1985ː Rewenig - Fräi Nuecht oder den Ufank vum Enn, Esch
- 1985ː Ibsen - Wenn wir Toten erwachen, Luxemburg
- 1985ː Müller / Lessing - Mauser / Philotas, Basel
- 1985ː Gorki - Nachtasyl, Kaiserslautern
- 1986ː Sartre - Geschlossene Gesellschaft, Kaiserslautern
- 1987ː Seidel - Jochen Schanotta, Basel einɡeladen zu Mülheimer Schillertagen
- 1987ː Büchner - Dantons Tod, Darmstadt
- 1987ː Rewenig / Goldoniː De Meeschter fällt vum Himmel, Luxemburg
- 1987ː Horvath - Kasimir und Karoline, Basel und Mülheim
- 1988ː Bond - Sommer, Pforzheim
- 1988ː Müller - Verkommenes Ufer, Luxemburg
- 1988ː Sartre - Die Eingeschlossenen von Altona, Köln
- 1988ː Arnold - Das öffentliche Ärgernis, Wuppertal
- 1988: Schönberg - Pierrot lunaire, Luxemburg und Karlsruhe
- 1989ː Rewenig - Die Maikäfer überfallen ein Landhaus, Luxemburg
- 1989ː Horvath - Zur schönen Aussicht, Kassel
- 1989ː Maroldt - Eldorado, Wiltz, Esch und Luxemburg
- 1989ː Müller - Wolokolamsker Chaussee, Köln
- 1989ː Rodrigues - Der Mann mit dem goldenen Gebiss, Köln
- 1990ː Büchner - Woyzeck, Luxemburg und Köln
- 1990ː Ellert - Lenas Schwester, Kassel
- 1990ː Horvath - Glaube Liebe Hoffnung, Köln
- 1990ː Weissː Marat / Sade, Frankfurt
- 1990ː Beckett - Das letzte Band, Luxemburg
- 1991ː Frisch - Don Juan oder die Liebe zur Geometrie, Esch und Tournee
- 1991 und 1992ː Ibsen - Rosmersholm, Berlin und Oslo
- 1991ː Cabrujas - Der Tag, an dem du mich lieben wirst, Kassel
- 1991ː Kleist - Das Käthchen von Heilbronn, Bonn
- 1991ː Schütz - Orestobsessionm, Luxemburg
- 1992ː Herzberg - Tohuwabohu, Bonn
- 1992ː Schönthan - Der Raub der Sabinerinnen, Berlin
- 1992ː Kleist - Robert Guiskard, Berlin
- 1992ː Kafka / Fröse - Blumsfeld Hund, Luxemburg
- 1992ː Goethe - Die natürliche Tochter (Projekt zur Documenta IX „Der zerbrochene Spiegel“ mit Schiller - Demetrius), Kassel
- 1992ː Cabrujas - Der wahre Amerikaner, Bonn
- 1992ː Dean - Gilberts letztes Gericht, Basel
- 1992ː Marivaux - La fausse suivante, Luxemburg
- 1993ː Horvath - Geschichten aus dem Wiener Wald, Bonn
- 1993ː Goethe - Faust, Luxemburg
- 1993ː Shakespeare - Ein Sommernachtstraum, Bonn
- 1994ː Rewenig - Eisefrësser, Esch und Bonn
- 1994ː Fornes - Die Donau, Bonn
- 1994ː Offenbach - Hoffmanns Erzählungen, Bremen
- 1994ː Shakespeare - Othello, Bremen
- 1995ː De la Parra - Dostoïevski va à la plage, Paris und Luxemburg
- 1995ː Brecht - Dreigroschenoper, Bonn
- 1995ː Schiller - Die Räuber, Luxemburg
- 1995ː Wilson / Waits / Burroughs - Black Rider, Bonn
- 1995ː Helminger / Kerger - Melusina, Esch
- 1996ː Ondaatje - Les Oeuvres complètes de Billy the Kid, Paris und Esch
- 1996ː Hoffmann / Lenners - ...Gruppenbild mit Dame, Luxemburg
- 1996ː Dorfman - Der Leser, Bonn
- 1997ː Mozart - Idomeneo, Bremen
- 1997ː Rewenig - Summerzauber, Luxemburg, Esch und Stockholm
- 1997 und 1998ː Strindberg - Ein Traumspiel, Esch und Stockholm
- 1997ː Nadolny / Klügl / Battistelli - Die Entdeckung der Langsamkeit, Bremen
- 1998ː Dorfman - Mascara, Bonn
- 1998ː Krausser / Eggert - Wir sind daheim, Mannheim und Luxemburg
- 1998ː Thomas Mann / Lenners - Hetaera Esmeralda, Luxemburg
- 1998ː Fallada / Dorst / Zadek - Kleiner Mann, was nun?, Bonn
- 1998ː Genet - Les Nègres, Esch, Sibiu und Plovdiv
- 1999ː Wagner - Der fliegende Holländer, Bremen
- 1999ː Shaw / Lerner / Loewe - My Fair Lady, Bonn
- 1999ː Shakespeare - Der Sturm
- 2000ː Hub - Die Rechnung des Milchmädchens, Bonn und Heidelberg
- 2000ː Hoffmann / Lenners - Dame, Gruppe, Bild, Mannheim und Luxemburg
- 2001ː Feitler / Hoffmann / Kafka - K., Luxemburg und Recklinghausen
- 2001ː Brecht / Fenigstein - Die heilige Johanna der Schlachthöfe, Biel und Esch
- 2001ː Vitrac - Victor oder Die Kinder an der Macht, Bonn
- 2002ː Kleist - Der zerbrochene Krug, Luxemburg, Recklinghausen und Almagro
- 2002 und 2004ː Koltès - Dans la solitude des champs de coton, Luxemburg und Paris
- 2002 und 2005ː Camus / Hoffmann - L'Étranger, Luxemburg
- 2003ː Bernhard - Der Theatermacher, Luxemburg, Recklinghausen und Graz
- 2004ː Molière - Le Misanthrope, Luxemburg
- 2004ː Pinter - Asche zu Asche, Luxemburg
- 2004ː Kander / Ebb / Masteroff - Cabaret, Aachen
- 2005ː Shakespeare - Hamlet, Luxemburg und Recklinghausen
- 2005ː Lessing - Minna von Barnhelm, Luxemburg, Recklinghausen und Ludwigshafen
- 2005 und 2006ː Beckett - Play Beckett, Luxemburg und Recklinghausen
- 2006 und 2007ː Shakespeare - Der Widerspenstigen Zähmung, Recklinghausen, Luxemburg, Esch, Hamburg und Ludwigshafen
- 2006ː Rewenig - Schock la Muussǃ, Luxemburg
- 2007ː Koltès - Procès Ivre, Recklinghausen und Luxemburg
- 2007–2011ː Goethe - Torquato Tasso, Recklinghausen, Luxemburg und Saarbrücken
- 2007 und 2008ː Goethe - Konntest mich mit einem Blicke lesen, Recklinghausen, Luxemburg und Berlin
- 2007 und 2008ː Helminger - Now Here and Nowhere, Luxemburg, Liège, Saarbrücken, Thionville, Trier und Wiesbaden
- 2008 und 2009ː Shepard - Goldener Westen, Recklinghausen, Luxemburg und Berlin
- 2008 und 2009ː O’Neill - Ein Mond für die Beladenen, Recklinghausen, Luxemburg, Berlin, Prag und Bonn
- 2008ː Greisch - Belle-Île, Luxemburg
- 2009ː Bergman - Cris et chuchotements, Luxemburg und Recklinghausen
- 2009 und 2010ː Strindberg - Ein Traumspiel / Lieben Sie Strindberg, Recklinghausen und Luxemburg
- 2009 und 2010ː Dorst / Ehler - Ich soll den eingebildet Kranken spielen, Luxemburg und Recklinghausen
- 2009ː Manderscheid / Büchner - Leonce und Lena, Luxemburg
- 2010ː Kleist - Robert Guiskard, Recklinghausen und Hamburg
- 2010ː Portante - Orphée au pays des mortels, Luxemburg
- 2010–2013ː Tabori - Die Demonstration, Luxemburg, Recklinghausen und Berlin
- 2011ː Ostermaier - Aufstand, Recklinghausen und Luxemburg
- 2011 und 2012ː Rewenig - Manderscheid. Ein Stillleben, Luxemburg
- 2012–2015ː Tabori - Abendschau, Mamer, Recklinghausen, Luxemburg, Frankfurt, Berlin und Saarbrücken
- 2012 und 2013ː Gogol - Der Revisor, Leipzig, Bonn und Luxemburg
- 2012–2015ː Bach / Sylvian / Poe - New Angels, Luxemburg, Ruhrfestspiele, Wien und Taipei
- 2013–2015ː Hauptmann - Rose Bernd, Recklinghausen, Saarbrücken, Luxemburg, Hannover und Tournée
- 2013–2016ː Arrabal - Dali vs. Picasso, Luxemburg, Ruhrfestspiele, Berlin und Nancy
- 2014ː Pirandello - Heinrich IV., Recklinghausen und Luxemburg
- 2014ː Hoffmann - Hommage an Maximilian Schell, Recklinghausen
- 2015ː Tabori - Flucht nach Ägypten, Luxemburg, Recklinghausen und Berlin
- 2015 und 2016: Ionesco - Die Nashörner/Rhinocéros - Recklinghausen, Mainz, Luxemburg, St. Pölten und Leipzig
- 2015 und 2016ː Blanco - Theben-Park, Luxemburg und Recklinghausen
- 2016ː Lenners / Hoffmann - Sechs Personen suchen einen Komponisten, Recklinghausen, Luxemburg und Ruhrfestspiele
- 2016 und 2017ː Calderon / Pasolini - Das Leben ein Traum. Calderon, Ruhrfestspiele, Luxemburg und Hannover
- 2017–2019ː Strindberg - Rausch, Luxemburg und Klausenburg
- 2017ː Dostojewski - Untergrund, Luxemburg
- 2018 und 2019: Dürrenmatt - Der Besuch der Alten Dame, Recklinghausen und Wien
- 2018–2020: Dostojewski - Die Spieler, Recklinghausen, Luxemburg, Hannover, Berlin und Frankfurt-Oder
- 2018–2020: Greisch - Fënsterdall, Luxemburg, Dudelange und Echternach
- 2018: Solschenizyn - Dissident, Patriot - Masterclass, Luxemburg
- 2019: Reza - Le Dieu du Carnage, Luxemburg
- 2019: Theater an der Chamber, Luxemburg
- 2019: Rewenig - Nom Iesse gi mer an den Hobbykeller, Luxemburg und Ettelbruck
- 2019–2021: Bach/Sylvian/Poe - The Black Cat, Los Angeles, Bogota, Festival Kirch Klang Attersee
- 2020: Franz Kafka - Die Verwandlung, Luxemburg und Frankfurt/Oder
- 2020–2022: Thomas Mann – Zauberberg, Luxemburg, Festival Interferences Cluj, Tournee durch Deutschland und die Schweiz
- 2021–2022: Jean Portante – Frontalier, Luxembourg, Festival Passages Metz, Paris, Differdange und Festival d’Avignon
- 2021–2023: Albert Camus – La Peste, Luxembourg und Cluj
- 2021–2023: Yasmina Reza – “Kunst”, Leipzig und Luxemburg
- 2021: Shakespeare – Was ihr wollt, Trier und Luxemburg
- 2022: Sophokles - Ödipus/Antigone, Luxemburg
- 2022: Beckett/Soyfer - Nacht und Träume/Weltuntergang, Luxemburg
- 2023–2025: Frank Hoffmann – Café Terminus, Luxemburg und Ettelbrück
- 2023–2024: Roland Dubillard – Les Crabes, Festival d’Avignon, Luxembourg, Plaisir, Paris
- 2024: Anton Tschechov – Die Möwe, Trier
- 2024–2026: Albert Ostermaier – Stahltier. Ein Exorzismus, Luxemburg, Berlin, Hamburg und Tournee durch Deutschland und die Schweiz
- 2024: Samuel Hamen – Ech sinn um Enn vun deem, wat ass, Luxembourg
- 2024: Arthur Schnitzler – Traumnovelle, Luxemburg und Liechtenstein
- 2024–2025: Suzie Miller – Prima Facie, Trier und Luxemburg
- 2025: Jean Genet – Les Bonnes, Luxembourg
- 2025: Guy Rewenig - Bärenklau, Luxemburg und Trier
- 2025: Claude Lenners – SeleXion, Luxemburg